# イスラエルよ、聞け

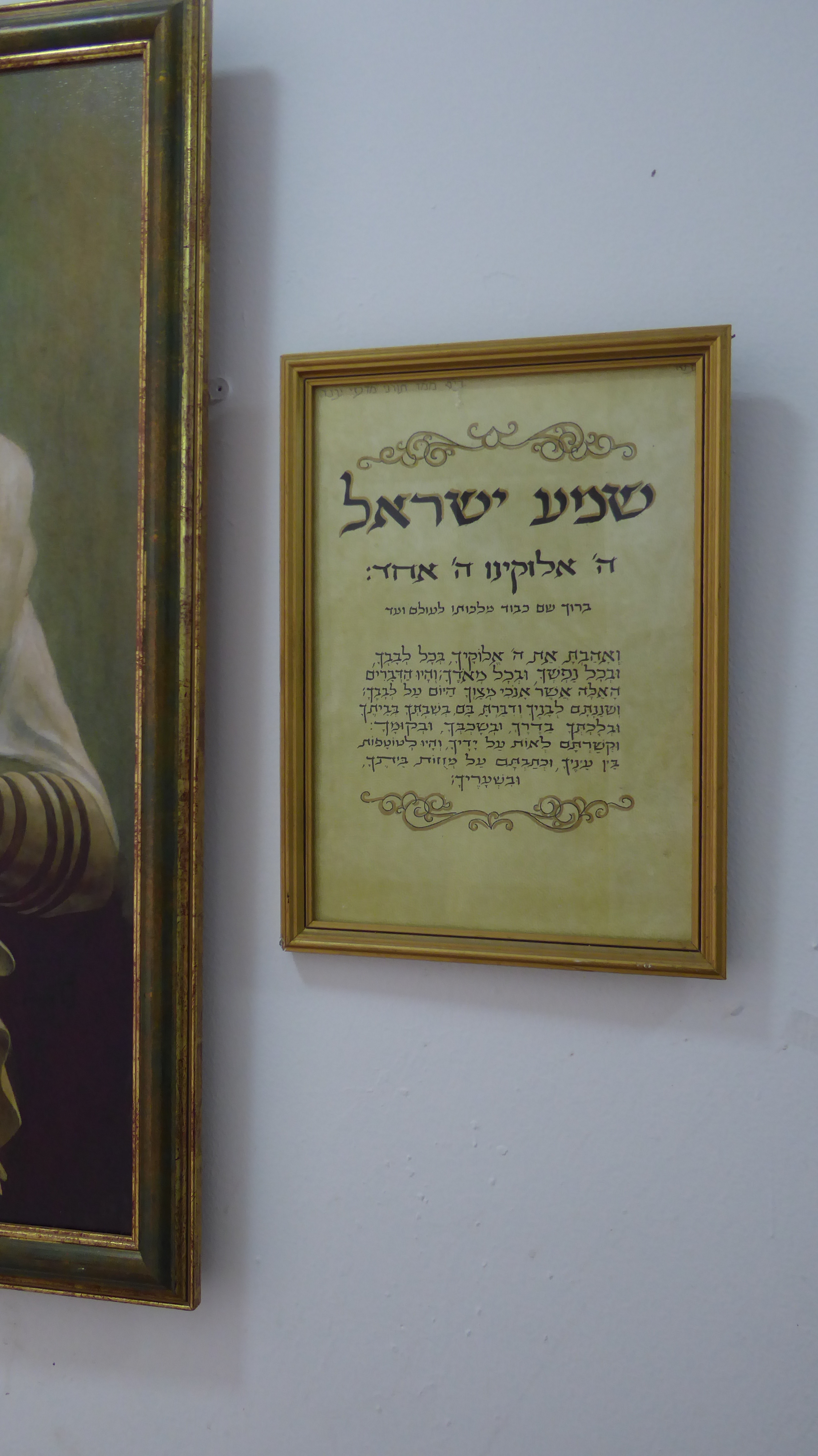
イスラエルよ、聞け

イスラエルよ、聞け（シェマー・イスラエル、Shema Yisrael, ヘブライ語: שְׁמַע יִשְׂרָאֵל; 「聞け、イスラエルよ」）は、ユダヤ教の朝夕の祈りの中心的であるヘブル語聖書の律法（トーラー）の節の最初の二つの言葉である。

## 概説
申命記6章4節と民数記15章37節-41節に基づいている最初の節「聞け、イスラエルよ、主は私たちの神、主はただ一人。」はユダヤ教の一神教のエッセンスを凝縮したものである。
敬虔なユダヤ教徒はシェマーをユダヤ教の祈祷の中で一番重要であり、ミツヴァ（宗教的戒め）として一日二度の儀式であると考えている。
経札やメズーザにして常に身近においていた。
ユダヤ人にとって最後に言う言葉であり、両親が子供に夜寝る前の言葉として教えるという伝統がある。イエス・キリストももっとも大切な教えの一つとして取り上げた。